# Lampadorama
El megascopi Lefèvre o lampadorama és un aparell que serveix per a projectar imatges a través de la reflexió de la llum de dues llanternes de petroli a una placa de vidre amb imatges pintades. El 9 de novembre de l'any 1876 l'enginyer Henri Alexandre Lefèvre, resident a París, va presentar una patent durant quinze anys per aquest aparell de projecció.
Es pot trobar un lampadorama a la col·lecció del museu de la Filmoteca de Catalunya.

## Descripció i funcionament

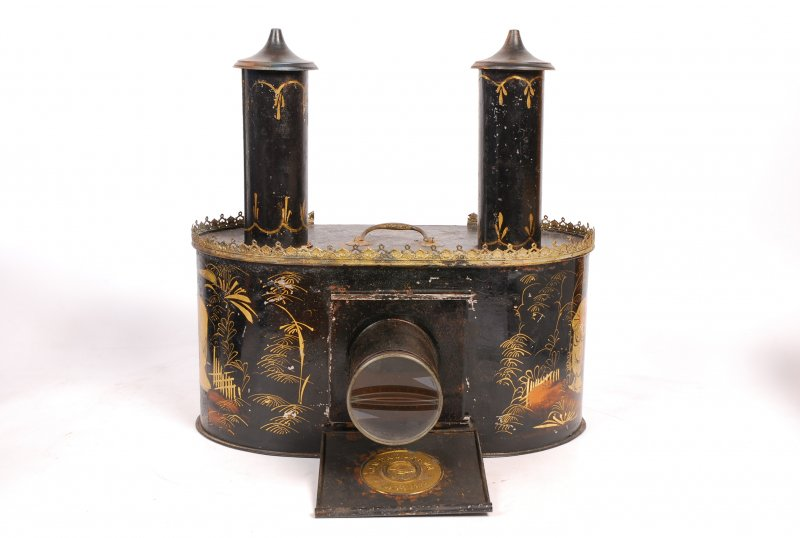
Lampadorama Lefèvre (font)

L'aparell consisteix en una caixa opaca, les cares inferiors i superiors de la qual estan perforades amb orificis que permeten col·locar-la sobre dues làmpades d'oli de la mateixa altura. Dins de la caixa, un sistema de reflectors torna la llum de les dues làmpades a la paret posterior de l'aparell, a la qual es poden col·locar els objectes o les imatges que estan fortament il·luminats. La paret frontal té, davant l'objecte il·luminat, un sistema de lents convergents que projecten en una pantalla externa la imatge més o menys ampliada de l'objecte il·luminat. Els objectes que s'utilitzaven eren reals i sòlids, com ara camafeus, medalles, monedes, relleus, flors, fulles, insectes, etc.
El seu creador, Lefèvre, va anunciar amb vint anys d'antelació l'arribada del cinematògraf al parlar d'"imatges en moviment". Segons ell, per mitjà d'aquest aparell i les seves dues transformacions, les imatges negres o en color, opaques o transparents, els efectes dels fenaquistoscopi i el calidoscopi i les "imatges en moviment", es projecten més o menys ampliades a la pantalla exterior.
Aquest aparell podia ser hexagonal o el·líptic i podia ser més simple, fet amb cartró, o més luxós, com els lampadorames que tenien la xapa amb decoracions pintades a mà o el model Rich, que tenia els reflectors platejats.
Durant els mesos següents a la seva invenció, diversos diaris francesos es van fer ressò d'aquest dispositiu, que va ser comercialitzat per Charles Delagrave.
El lampadorama suposava una gran ajuda per als pintors, gravadors, decoradors, arquitectes, etc. perquè permetia engrandir els esbossos o gravats i així poder veure i rectificar determinats errors que no són visibles a simple vista. A més, també era una joguina molt divertida que substituïa a l'antiga llanterna màgica. L'aparell també permetia projectar tota mena de dissenys impresos, cromos i altres gravats de gran qualitat i delicadesa.